# 2010
- Wikisource

| Calendário gregoriano                                                        | 2010 MMX                             |
| Ab urbe condita                                                              | 2763                                 |
| Calendário arménio                                                           | 1460 – 1461                          |
| Calendário bahá'í                                                            | 166 – 167                            |
| Calendário budista                                                           | 2554                                 |
| Calendário chinês                                                            | 4706 – 4707 Início a 14 de fevereiro |
| Calendário copta                                                             | 1726 – 1727                          |
| Calendário etíope                                                            | 2002 – 2003                          |
| Calendários hindus - Vikram Samvat - Calendário nacional indiano - Cáli Iuga | 2065 – 2066 1931 – 1932 5110 – 5111  |
| Calendário Holoceno                                                          | 12010                                |
| Calendário islâmico                                                          | 1431 – 1432                          |
| Calendário judaico                                                           | 5770 – 5771 Início a 9 de setembro   |
| Calendário persa                                                             | 1388 – 1389 Início a 21 de março     |
| Calendário rúnico                                                            | 2260                                 |
| Calendário solar tailandês                                                   | 2553                                 |

2010 (MMX, na numeração romana) foi um ano comum do século XXI que começou numa sexta-feira, segundo o calendário gregoriano. A sua letra dominical foi C. A terça-feira de Carnaval ocorreu a 16 de fevereiro e o domingo de Páscoa a 4 de abril. Segundo o horóscopo chinês, foi o ano do Tigre, começando a 14 de fevereiro.

| Evento                                                   | Data            | Hora  |
| -------------------------------------------------------- | --------------- | ----- |
| Aquário                                                  | 20 de janeiro   | 04:28 |
| Peixes                                                   | 18 de fevereiro | 18:36 |
| primavera no hemisfério norte e outono no hemisfério sul |                 |       |
| Carneiro/equinócio                                       | 20 de março     | 17:33 |
| Touro                                                    | 20 de abril     | 04:30 |
| Gémeos                                                   | 21 de maio      | 03:34 |
| verão no hemisfério norte e inverno no hemisfério Sul    |                 |       |
| Caranguejo/solstício                                     | 21 de junho     | 11:29 |
| Leão                                                     | 22 de julho     | 22:22 |
| Virgem                                                   | 23 de agosto    | 05:27 |
| Outono no Hemisfério Norte e Primavera no Hemisfério Sul |                 |       |
| Balança/equinócio                                        | 23 de setembro  | 03:10 |
| Escorpião                                                | 23 de outubro   | 12:36 |
| Sagitário                                                | 22 de novembro  | 10:15 |
| inverno no hemisfério norte e verão no hemisfério sul    |                 |       |
| Capricórnio/solstício                                    | 21 de dezembro  | 23:39 |

| UTC: Portugal Continental, Madeira, Guiné-Bissau e São Tomé e Príncipe Subtrair (-): 1 h nos Açores e Cabo Verde 2 h nas Ilhas oceânicas brasileiras 3 h em Brasília, em Goiás, na Amazônia Oriental Brasileira e no nordeste, sudeste e sul brasileiros 4 h na Amazônia Ocidental Brasileira, Mato Grosso e Mato Grosso do Sul 5 h no Acre e sudoeste do Amazonas Adicionar (+): 1 h em Angola e Guiné Equatorial 2 h em Moçambique 8 h em Macau 9 h em Timor-Leste. |
| Adicionar uma hora durante a vigência do horário de verão: Portugal Continental : De 28 de março a 31 de outubro de 2010 |

| Ano completo                       |
| ---------------------------------- |
| Ano comum com início à sexta-feira |

O ano de 2010 foi designado como o Ano Internacional da Biodiversidade, pela ONU e o Ano Nacional Joaquim Nabuco, no Brasil.

## Janeiro

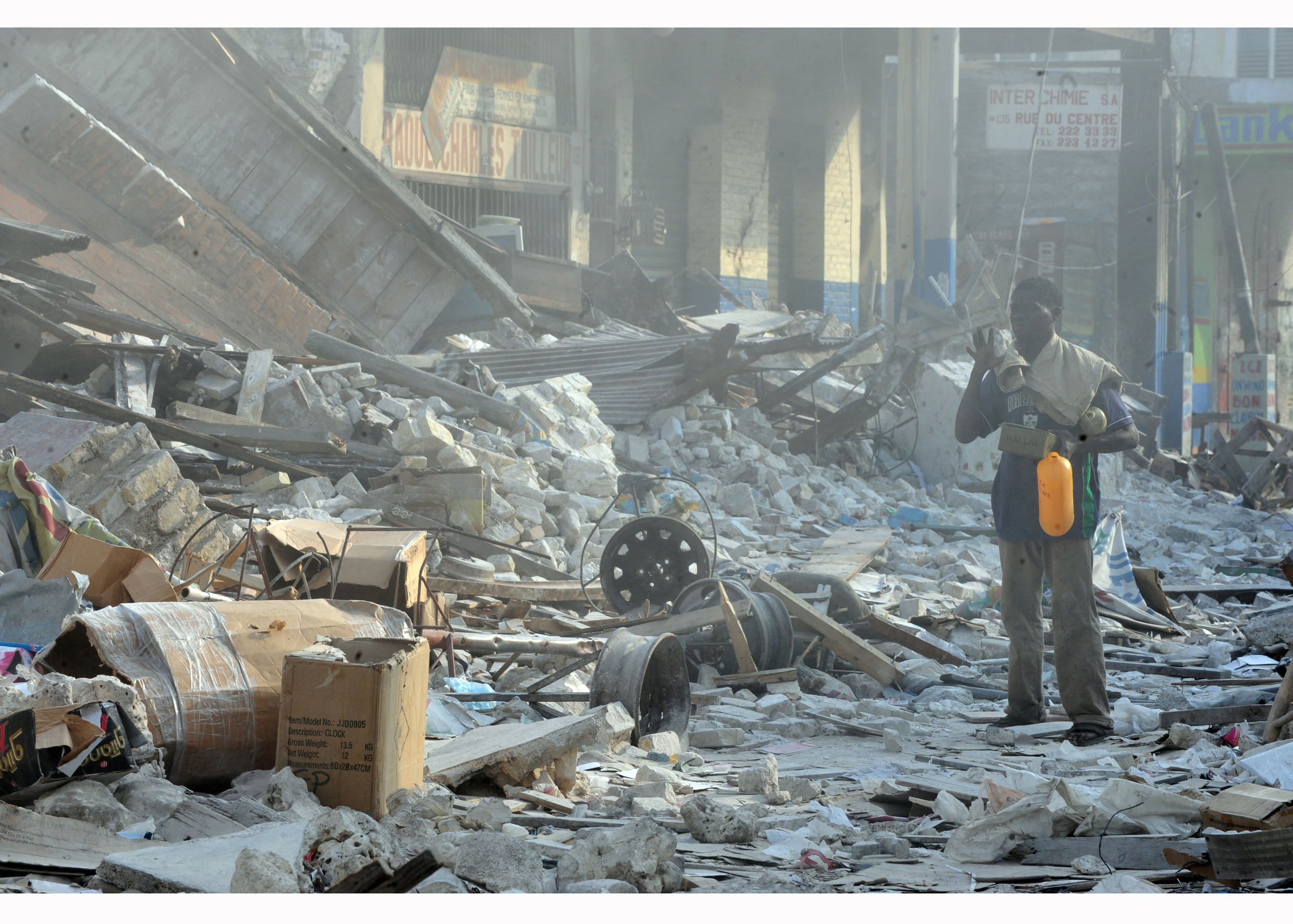
Sismo no Haiti, de magnitude 7,0 M_{W}, provocou mais de 230000 mortos e um milhão de pessoas desalojadas

- Entram em domínio público em Portugal e no Brasil as obras de: Sigmund Freud; Alberto de Oliveira; William Butler Yeats; José Petitinga e Harvey Spencer Lewis.
- 1 de janeiro
  - Chuvas muito fortes e enchentes severas causam desmoronamentos em morros de terra e matam soterradas 53 pessoas em Angra dos Reis e destroem o patrimônio histórico de São Luís do Paraitinga.
  - A Espanha assume a presidência do Conselho da União Europeia, sucedendo à Suécia.
- 4 de janeiro — Inauguração do complexo de Burj Khalifa, o edifício mais alto do mundo.
- 8 de janeiro
  - O Parlamento de Portugal aprova lei que permite o casamento entre homossexuais.
  - Em Angola o ônibus da Seleção de Togo é atacado por homens armados, 6 foram feridos e o motorista do ônibus foi morto. A Seleção de Togo estaria em Angola para a Copa Africana de Nações
- 10 de janeiro — Muita neve e ventos gelados e fortes castigam a Europa, causando mais de 100 mortes e muitos acidentes.
- 11 de janeiro — A República Popular da China alcança mais um recorde como maior exportadora de produtos do mundo.
- 12 de janeiro —Sismo do Haiti, de magnitude 7,0 MW[1] provoca grande destruição no Haiti, matando 230 mil pessoas.
- 15 de janeiro — Ocorre o eclipse solar anular com a maior duração na fase anular no século XXI, com 11 minutos e 8 segundos.
- 25 de janeiro
  - Ali Hassam al-Majid, conhecido como Ali, o Químico, foi executado por enforcamento depois de ter recebido quatro sentenças de morte por crimes cometidos entre 1968 e 2003.
  - Voo Ethiopian Airlines 409 cai no mar Mediterrâneo matando os 90 passageiros.
- 27 de janeiro — A Apple lança o iPad.

## Fevereiro

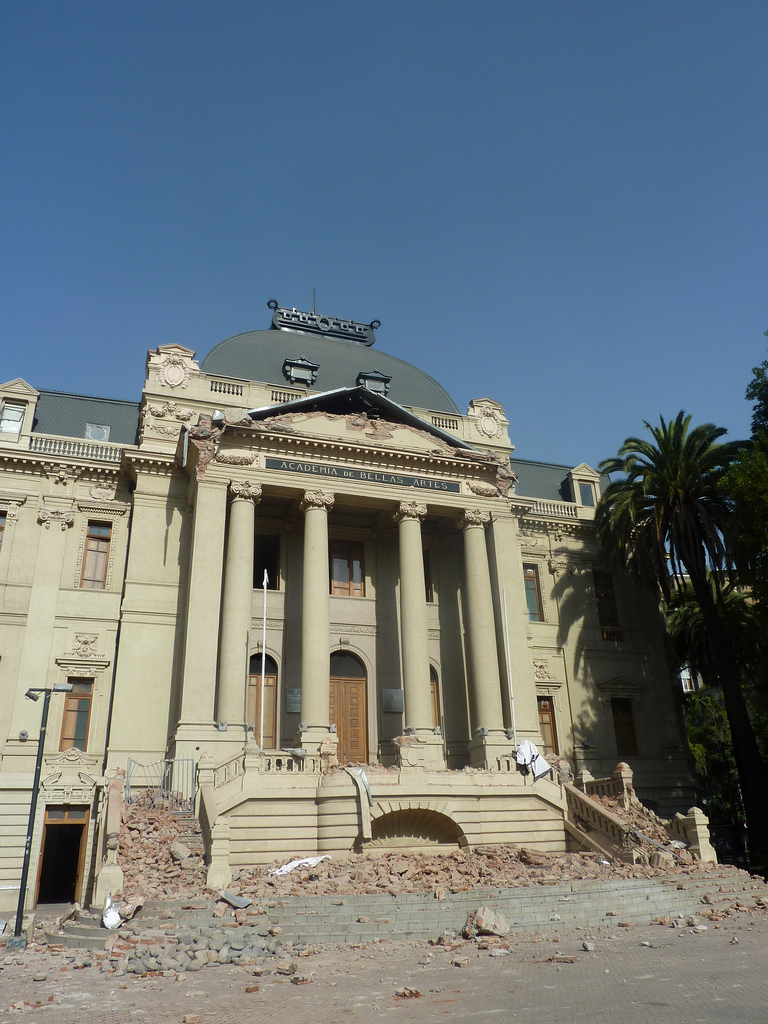
Sismo no Chile, de magnitude 8,8 M_{W}

- 3 de fevereiro — Avatar, longa de James Cameron assume a posição de maior bilheteria do cinema, posto até então, ocupado por Titanic, cujo diretor é o mesmo.
- 7 de fevereiro — Em Miami, o New Orleans Saints vence o Indianapolis Colts e conquista o Super Bowl XLIV, o primeiro em sua história.
- 11 de fevereiro — Lançamento da Solar Dynamics Observatory (SDO) destinada a estudar os processos solares e suas reações diretas com a Terra.
- 12 de fevereiro — Cerimônia de abertura dos XXI Jogos Olímpicos de Inverno em Vancouver, Canadá.
- 15 de fevereiro – Cientistas do Laboratório Nacional de Brookhaven, obtiveram por alguns milésimos de segundos a temperatura de 4 trilhões * de graus Celsius, a maior temperatura até então.
- 20 de fevereiro
  - Temporal afeta a ilha da Madeira e causa cerca de 47 mortos, 600 desalojados e 250 feridos.
  - A IUPAC aprova oficialmente o elemento 112 da tabela periódica como copernício.[2]
- 27 de fevereiro — Sismo do Chile, de magnitude 8,8 Mw atinge a região central do Chile, provocando pelo menos 802 mortes e é lançado alerta de tsunâmi em todo o oceano Pacífico. Vários países do mundo ficam em alerta.
- 28 de fevereiro — Cerimônia de encerramento dos XXI Jogos Olímpicos de Inverno em Vancouver, Canadá.

## Março
- 1 de março — Ex-guerrilheiro tupamaro José Mujica, eleito em 2009, assume a presidência do Uruguai, sucedendo Tabaré Vázquez.
- 5 de março — O Presidente da República Portuguesa, Aníbal Cavaco Silva, torna-se o primeiro chefe de Estado estrangeiro a visitar oficialmente Andorra em toda a história do principado.
- 7 de março — O longa-metragem de Kathryn Bigelow, The Hurt Locker é o vencedor do Oscar 2010, sendo a primeira mulher a ganhar o prêmio por melhor direção.
- 8 de março — Sismo de Elaze, de magnitude 6,1 MW, na província turca de Elaze, provoca destruição e a morte de mais de 50 pessoas.
- 12 de março — Abertura dos Jogos Paraolímpicos de Inverno de 2010 em Vancouver.
- 19 de março — Abertura dos Jogos Sul-Americanos de 2010 em Medellín
- 28 de março
  - Encerramento dos Jogos Paraolímpicos de Inverno de 2010 em Vancouver.
  - Shawn Michaels se aposenta ao perder para The Undertaker na Wrestlemania XXVI.
- 29 de março — Duplo atentado terrorista no Metropolitano de Moscovo provoca pelo menos 38 mortos na Rússia.
- 30 de março
  - O Grande Colisor de Hádrons, colide feixes de prótons a 7 tera-Elétron-volts
  - Encerramento dos Jogos Sul-Americanos de 2010 em Medellín

## Abril

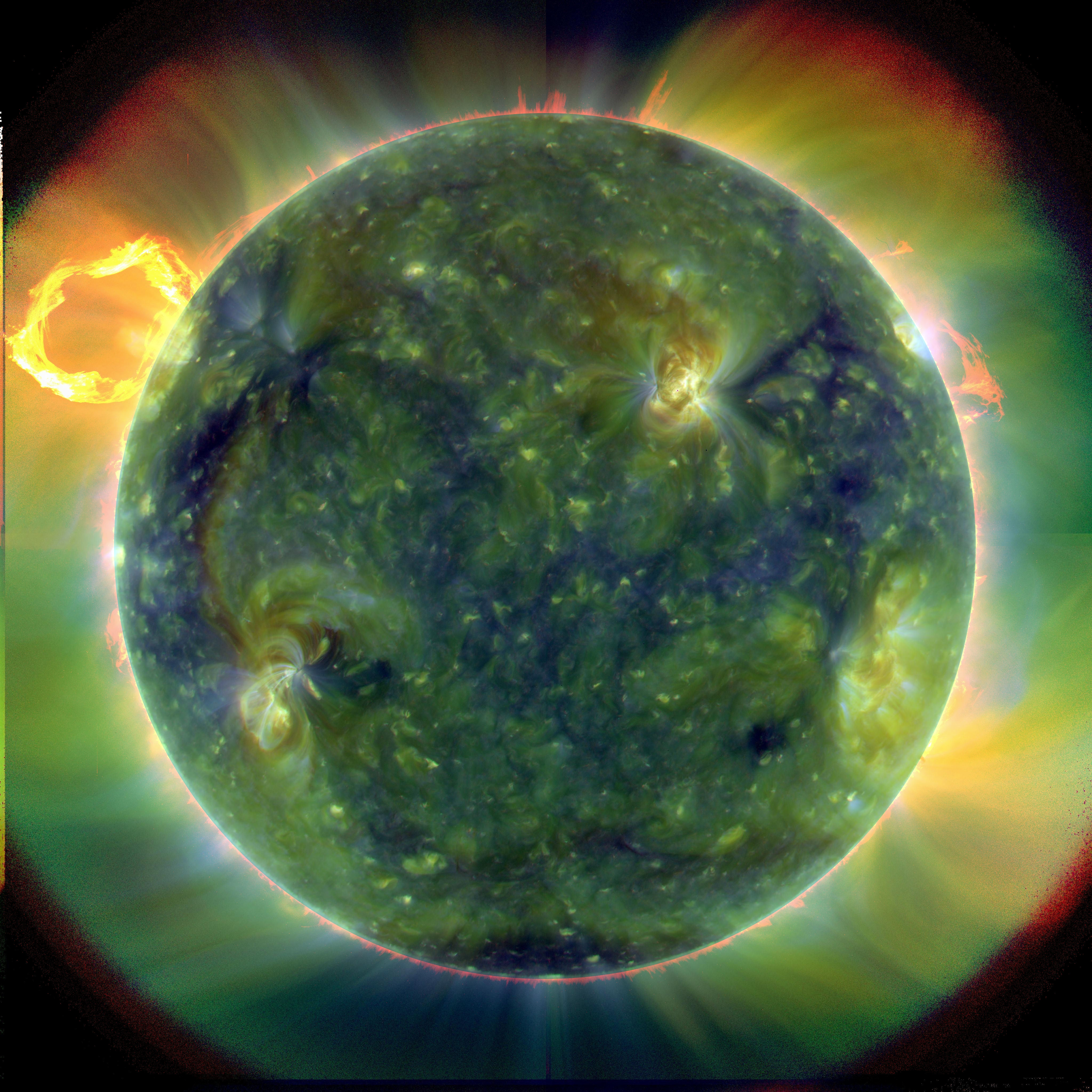
Imagem jamais vista antes da superfície solar, enviada pela SDO em abril de 2010

- 1º de abril — O Trecho Sul do Rodoanel Metropolitano de São Paulo é aberto ao tráfego, ligando o interior e o sul do Brasil diretamente ao Porto de Santos.
- 5 a 7 de abril — Ocorre a maior chuva em 44 anos no estado do Rio de Janeiro, provocando 257 mortos por todo o estado.
- 10 de abril — O presidente da Polônia, Lech Kaczyński, morre em desastre aéreo próximo à pista de aproximação do aeroporto de Smolensk na Rússia.
- 14 de abril — Sismo de Chingai, de magnitude 6,9 MW, atinge a as províncias chinesas de Chingai e Sujuão, provocando cerca de 400 mortos e 10 mil feridos.
- 20 de abril — Explosão da plataforma Deepwater Horizon, da BP forma mancha de petróleo em expansão que configura um dos maiores desastres ambientais da história dos Estados Unidos.
- 21 de abril — NASA divulga imagens inéditas da superfície do Sol enviadas pelo Solar Dynamics Observatory.
- 23 de abril — Anunciado o primeiro transplante facial total no mundo, realizado em março de 2010.

## Maio
- 1 de maio — Início da Expo 2010 em Xangai, China
- 3 de maio — Continental Airlines e United Airlines anunciam fusão e formam a maior companhia aérea do mundo.
- 11 a 14 de maio — Visita do Papa Bento XVI a Portugal (Lisboa, Fátima e Porto).
- 11 de maio — David Cameron é nomeado primeiro-ministro do Reino Unido pela rainha Isabel II do Reino Unido.
- 12 de maio — Voo Afriqiyah Airways 771 cai pouco antes de pousar no Aeroporto Internacional de Trípoli, na Líbia, matando 103 das 104 pessoas a bordo.
- 15 de maio — Incêndio no Instituto Butantan, em São Paulo, destrói 500 mil amostras de animais, a maior coleção do mundo de espécimes de uma região tropical.
- 17 de maio — Irã, Turquia e Brasil chegam a acordo sobre troca de combustíveis nucleares, dentro do programa nuclear iraniano.
- 20 de maio — Cientistas do Instituto J. Craig Venter anunciam a criação da primeira forma de vida artificial.
- 21 de maio — o Japão, lança a sonda IKAROS para estudar Vênus.
- 22 de maio
  - Voo Air India Express 812 sai da pista e explode no aeroporto de Mangalor, na Índia, provocando a morte a 158 das 166 pessoas que estavam a bordo.
  - A Internazionale de Milão vence a UEFA Champions League.
- 23 de maio — Filme tailandês Lung Boonmee raluek chat, do cineasta Apichatpong Weerasethakul, recebe a Palma de Ouro no 63.º Festival de Cannes.
- 31 de maio
  - Presidente alemão Horst Köhler renuncia.
  - Exército de Israel ataca comboio naval turco de ajuda humanitária para palestinos da Faixa de Gaza, no mar Mediterrâneo, provocando 10 mortos.
  - Ferreira Gullar distinguido com o Prémio Camões, mais importante galardão literário da língua portuguesa.

## Junho
- 2 de junho — Yukio Hatoyama renuncia ao cargo de primeiro-ministro do Japão
- 3 de junho — Astronautas entram numa cápsula sem janela, para simular uma viagem a Marte. Ficaram confinados durante um ano e meio, para desenvolver testes da suposta viagem a Marte em 2020.
- 10 de junho — Cerimônia de abertura da XIX Copa do Mundo de Futebol, na África do Sul, com show principal de Shakira, cantora do hino oficial, Waka Waka.
- 18 de junho — Morre o escritor português José Saramago, único lusófono ganhador do Nobel de Literatura.
- 19 de junho — Casamento da princesa Vitória, Princesa Herdeira da Suécia com o plebeu Daniel Westling
- 26 de junho — Eclipse lunar parcial.

## Julho
- 8 de julho — Virologistas tiveram avanços para uma vacina contra a Aids, através de anticorpos denominados VRC01 e VRC02 que impedem a infecção de células em mais de 90% das variedades do HIV.
- 11 de julho
  - A Espanha vence a XIX Copa do Mundo na África do Sul pela primeira vez, vencendo a Holanda por 1 a 0, com gol de Andrés Iniesta.
  - Eclipse solar total.
- 15 de julho
  - BP anuncia ter conseguido estancar temporariamente o derrame de petróleo resultante da explosão da plataforma Deepwater Horizon, no golfo do México.
  - Argentina torna-se o primeiro país da América Latina a aprovar o casamento homossexual.
- 18 de julho — A partir deste ano, a ONU estabelece este dia como o Dia Internacional de Nelson Mandela, dedicado ao "ativismo".
- 23 de julho — Forma-se a banda One Direction, em um reality show musical The X Factor do Reino Unido.

## Agosto

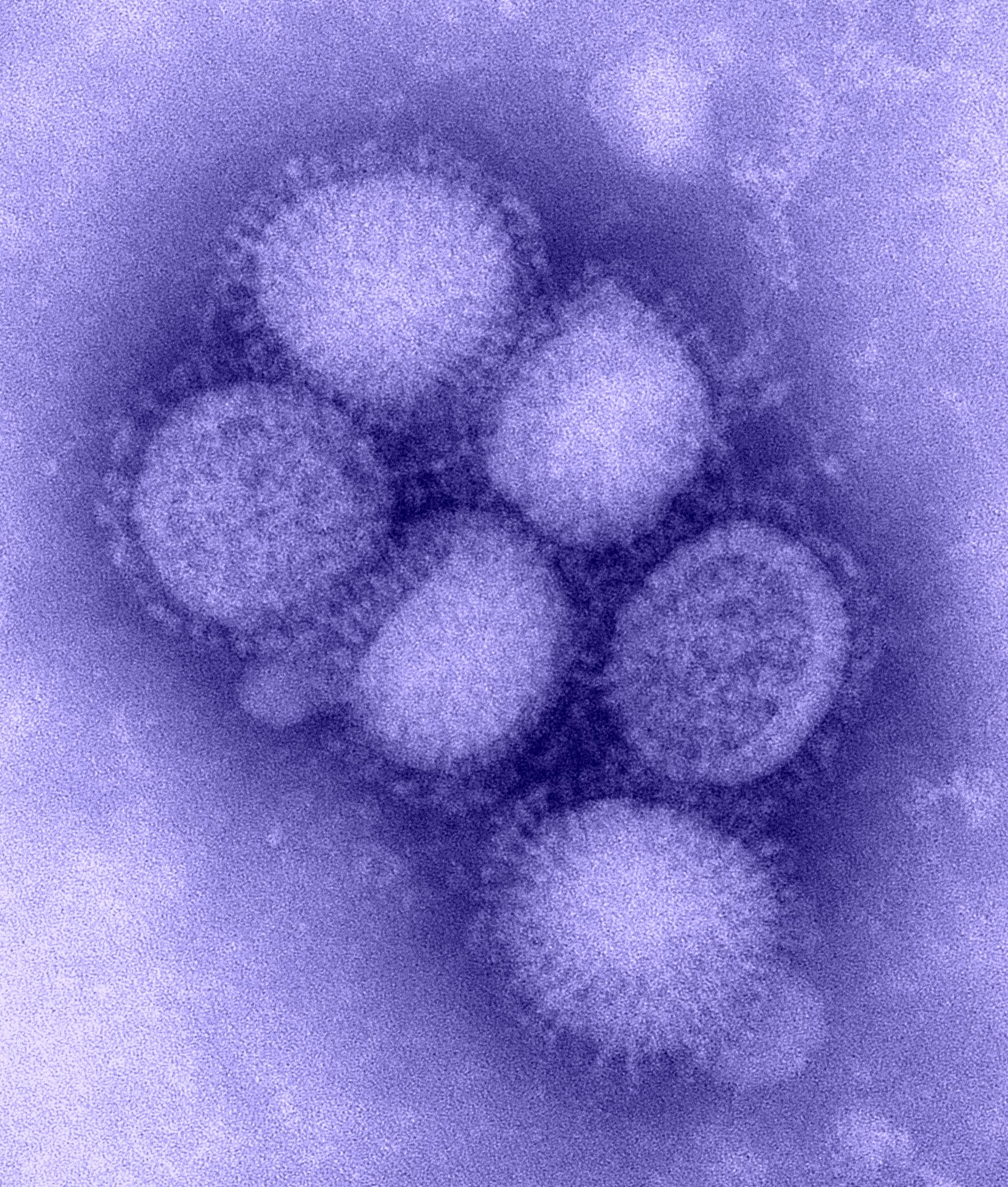
Foi anunciado o fim da pandemia da Gripe A (H1N1), pela diretora-geral Margaret Chan

- 5 de agosto — 33 mineiros ficam presos numa mina do deserto de Atacama, Chile.
- 10 de agosto — Margaret Chan, diretora-geral do organismo da Organização Mundial da Saúde, anuncia o fim da pandemia de Gripe A (H1N1), após 18 mil casos fatais desde 2009.

## Setembro
- 22 de setembro — Suicídio de Tyler Clementi.

## Outubro

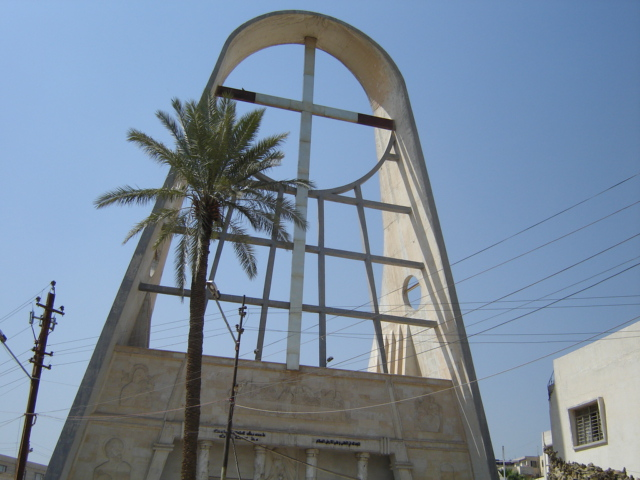
Ataque contra a Catedral de Bagdá

- 3 de outubro — Eleições presidenciais no Brasil.
- 4 de outubro — Onda tóxica de lodo atinge afluentes do rio Danúbio da Hungria.
- 10 de outubro — Ocorre a dissolução das Antilhas Neerlandesas.
- 13 de outubro — Tem início o resgate dos 33 mineiros soterrados no acidente na mina San José em 5 de agosto.
- 17 de outubro — O Papa Bento XVI realiza a canonização da australiana Mary MacKillop.
- 25 de outubro — Sismo em Sumatra, de magnitude 7,7 MW atinge a ilha indonésia de Sumatra, provocando 435 mortos e um tsunâmi com ondas de até 3 metros de altura.
- 26 de outubro — O vulcão Merapi entra em erupção provocando a evacuação de 14 mil pessoas para abrigos próximos. Foram confirmados 353 vítimas mortais.
- 27 de outubro — Morre Néstor Kirchner, 51.º presidente da Argentina.
- 31 de outubro
  - Um ataque contra a Catedral Sírio-Católica em Bagdá deixa 58 pessoas mortas e outras 78 feridas. O grupo terrorista Estado Islâmico assumiu a autoria do atentado.[3]
  - Segundo turno das eleições presidenciais no Brasil, Dilma Rousseff é eleita a primeira mulher presidente no Brasil com 56% dos votos.

## Novembro
- 4 de novembro — Queda de avião em Cuba, provocando a morte a todos os 68 ocupantes.
- 19 de novembro — Explosão em mina na Nova Zelândia deixa 29 mineiros soterrados.
- 20 de novembro — Realização do Consistório Ordinário Público de 2010 presidido pelo Papa Bento XVI para a criação de novos cardeais.
- 21 de novembro — Tem início uma onda de atos de violência organizada na Região Metropolitana do Rio de Janeiro. Vários carros e ônibus foram incendiados e muitas pessoas morreram.
- 23 de novembro — Coreia do Norte bombardeia a ilha Yeonpyeong na Coreia do Sul.
- 25 a 28 de novembro — Forças policiais e militares fazem operações nos complexos de favelas da Penha e do Alemão, no Rio de Janeiro para retomar essas regiões do controle dos traficantes de drogas.

## Dezembro
- 2 de dezembro — NASA anuncia a descoberta da bactéria GFAJ-1, a primeira capaz de substituir fósforo por arsénio na sua constituição química.
- 5 de dezembro — Fluminense conquista pela 3ª vez o Campeonato Brasileiro de Futebol
- 11 de dezembro — Duas bombas explodem em Estocolmo, Suécia, matando o agressor e ferindo duas outras pessoas.
- 14 de dezembro — É lançado mundialmente o primeiro CD póstumo do cantor Michael Jackson, chamado Michael.
- 18 de dezembro — A Internazionale de Milão vence o Mundial de Clubes derrotando na final o TP Mazembe por 3 a 0.
- 21 de dezembro
  - Eclipse lunar total visível nas Américas
  - Início da Revolução de Jasmim na Tunísia

## Prémio Nobel
- Medicina — Robert Geoffrey Edwards
- Física — Andre Geim e Konstantin Novoselov
- Química — Richard Heck, Ei-ichi Negishi e Akira Suzuki
- Literatura — Mario Vargas Llosa
- Paz — Liu Xiaobo
- Economia — Peter Diamond, Dale Mortensen e Christopher Pissarides

## Epacta e idade da Lua
| Epacta gregoriana | 15 (XV) |
| Idade da Lua      | Letra q |

## Por tema
- 2010 no Brasil
- 2010 na ciência
- 2010 no cinema
- Desastres em 2010
- 2010 no desporto
- Eleições em 2010
- 2010 nos jogos eletrônicos
- 2010 na literatura
- Mortes em 2010
- 2010 na música
- 2010 em Portugal
- 2010 na televisão